# 防护巡洋舰

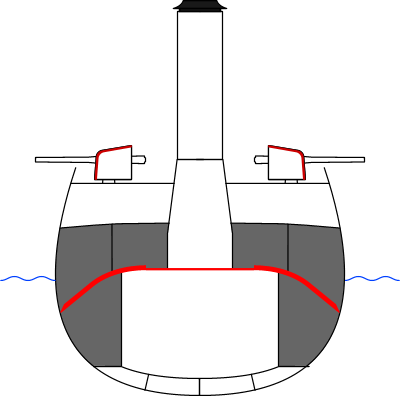
防護巡洋艦的保護方法示意圖。紅線是裝甲甲板以及砲盾，而灰色區域則是防護用煤堆。注意在傾斜的部份有最大厚度，上部的倉庫有劃分，會先利用內側的煤以便保持防護能力，以及底部的雙重船底。

防护巡洋舰是十九世纪后期出现的一种巡洋舰，它的名字来源于其船体中设有平式或是穹顶式的装甲板以保护机器不被炮弹破片击伤。与它们同时出现的还有装甲巡洋舰，后者在两侧船壳上也有装甲带。中国近代也称为穹甲快船。

## 歷史

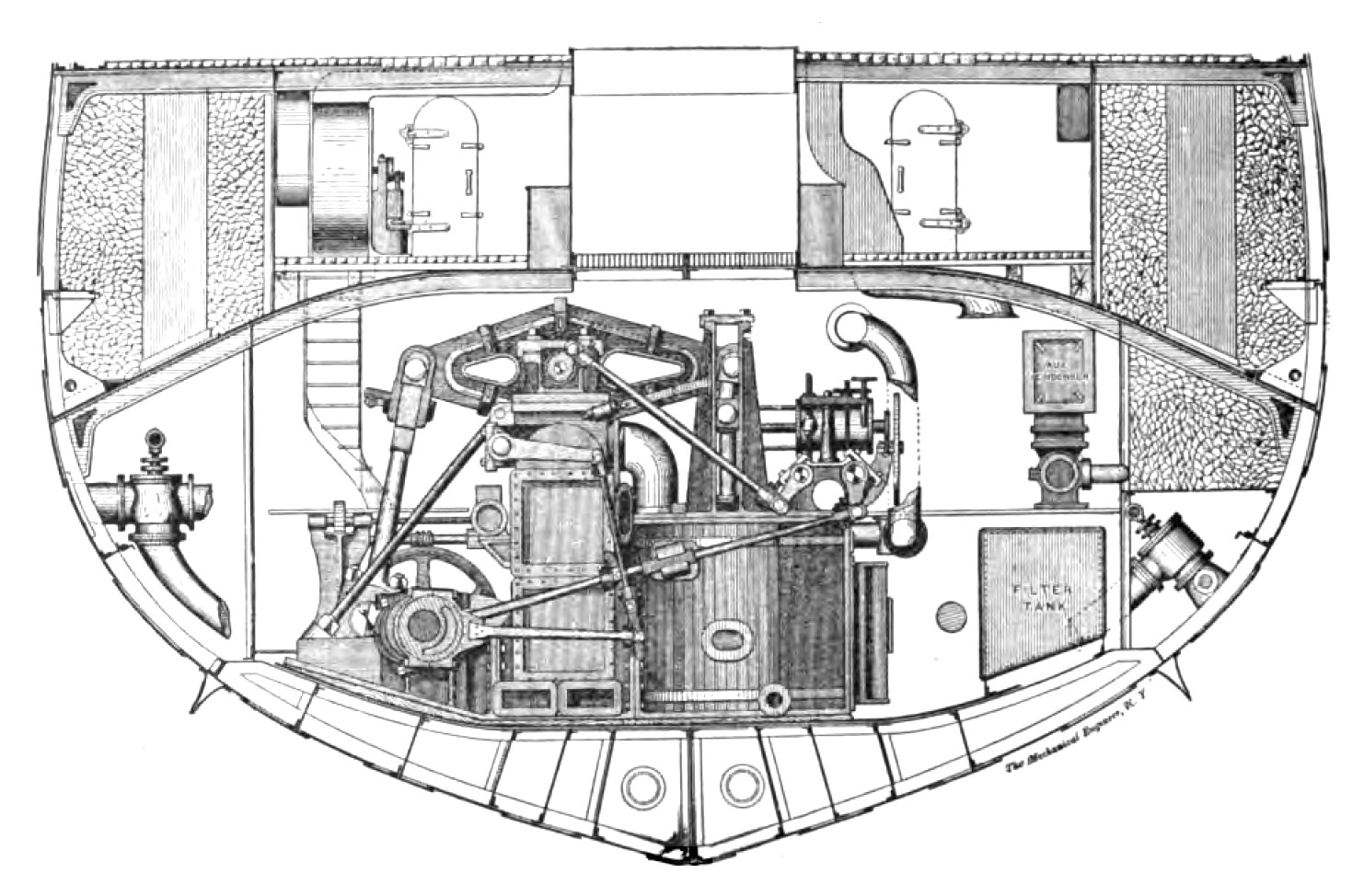
美國防護巡洋艦芝加哥號防護巡洋艦的剖面圖，從這張圖更可了解防護巡洋艦的配置。

隨著船上裝的砲技術進步，為了防禦，船隻也從木造演進為鋼造，如果要對艦砲有更好的防禦力就需要裝甲。
然而裝甲增加會大幅增加船艦重量，除非是大型船艦，不然根本沒辦法負擔很多裝甲，對需要高航速的巡洋艦更是困難，因此一種折衷方案就被提出，僅對船上重要設施如輪機以及武裝和司令塔進行防護，其他部位不施裝甲以減輕重量。其中輪機部份就採用穹型，側面傾斜可以對直射砲彈有最大厚度。另外還利用作為燃料的煤堆當作輔助防禦。煤比較不易燃，在有適當區畫的狀況下，位於穹甲上方的煤倉庫可以部份的補足防禦力。
到了1910年代以後，軍艦為了增強動力輸出，轉向燃燒油料，油料容易燃燒不能當防禦設施用，因此防護巡洋艦便遭到淘汰了，取而代之的是裝有舷側裝甲的輕巡洋艦以及其演進而來的重巡洋艦。